# Philip Hopman
Philip Hopman (Egmond aan den Hoef, 16 juli 1961) is een Nederlands illustrator. 

## Biografie

### Jeugd en opleiding
Hopman werd geboren in Egmond aan den Hoef. Zijn vader had een tulpenkwekerij waar hij tijdens de schoolvakanties altijd in meehielp. Op de basisschool was hij altijd al graag bezig met tekenen. Hij studeerde na zijn middelbare school aan de Rietveldacademie (afgestudeerd in 1985) met Thé Tjong-Khing, Lidia Postma en Harrie Geelen als docenten.

### Loopbaan
Hopman heeft een groot aantal boeken geïllustreerd, waaronder heruitgaven van Annie M.G. Schmidts Wiplala (2007) en Wiplala weer (2009), en kreeg een Zilveren Penseel voor 22 Wezen (tekst Tjibbe Veldkamp, 1998). Daarnaast verzorgde hij in 2003 (Het Zwanenmeer, Francine Oomen), 2006 (Laika tussen de sterren, Bibi Dumon Tak) en 2008 (Vlammen, Hans Hagen) de illustraties van het Kinderboekenweekgeschenk voor het CPNB. In 2010 maakte hij met Daan Remmerts de Vries het Kinderboekenweekgeschenk voor kleuters: Stimmy of het oerwoud in de stad. Sinds 2012 maakt Philip samen met Ted van Lieshout de serie over Boer Boris, die met zijn broertje en zusje en een hoop beesten op een boerderij woont.

## Prijzen en nominaties
- 1995: Vlag en Wimpel Temmer Tom
- 1998: Leopoldprijs Beste Prent van 1998
- 1999: Zilveren Penseel 22 Wezen
- 2006: Leespluim Ridder Florian,
- 2008: Leespluim Soms zie ik 1000 lichtjes
- 2013: Vlag en Wimpel Het hanengevecht
- 2010: Leespluim Temmer Tom
- 2018: Leespluim Kerstmis met Boer Boris
- 2022: Max Velthuijs-prijs

## Bestseller 60
| Boeken met noteringen in de Nederlandse Bestseller 60 | Jaar van verschijnen | Datum van binnenkomst | Hoogste positie | Aantal weken | Opmerkingen                                |
| ----------------------------------------------------- | -------------------- | --------------------- | --------------- | ------------ | ------------------------------------------ |
| Koekjes!                                              | 2009                 | 14-10-2009            | 1(2wk)          | 4            | in samenwerking met Ted van Lieshout       |
| Stimmy of het oerwoud in de stad                      | 2010                 | 13-10-2010            | 1(2wk)          | 4            | in samenwerking met Daan Remmerts de Vries |
| Voordat jij er was                                    | 2009                 | 13-10-2010            | 15              | 2            | in samenwerking met Daan Remmerts de Vries |
| Boer Boris gaat naar zee + vingerpopje                | 2014                 | 14-01-2015            | 14              | 5            | in samenwerking met Ted van Lieshout       |
| Boer Boris gaat naar zee                              | 2013                 | 14-01-2015            | 26              | 4            | in samenwerking met Ted van Lieshout       |
| Boer Boris gaat naar zee + dvd                        | 2015                 | 28-01-2015            | 1(2wk)          | 6            | in samenwerking met Ted van Lieshout       |
| Boer Boris en de grasmaaier                           | 2015                 | 14-10-2015            | 41              | 1            | in samenwerking met Ted van Lieshout       |
| Boer Boris en de eieren                               | 2016                 | 09-03-2016            | 45              | 4            | in samenwerking met Ted van Lieshout       |
| Boer Boris gaat naar oma                              | 2016                 | 14-09-2016            | 16              | 6            | in samenwerking met Ted van Lieshout       |
| Ridder Florian en de grote griezels                   | 2017                 | 18-10-2017            | 37              | 1            | in samenwerking met Marjet Huiberts        |
| Boer Boris en de olifant                              | 2018                 | 01-08-2018            | 24              | 11           | in samenwerking met Ted van Lieshout       |
| Boer Boris, hoe gaan we erheen?                       | 2019                 | 02-10-2019            | 14              | 3            | in samenwerking met Ted van Lieshout       |
| Boer Boris. Een paard voor Sinterklaas                | 2019                 | 23-10-2019            | 7               | 17           | in samenwerking met Ted van Lieshout       |
| Boer Boris heeft het heet                             | 2020                 | 10-06-2020            | 49              | 2            | in samenwerking met Ted van Lieshout       |
| Boer Boris en de luchtballon                          | 2022                 | 23-03-2022            | 23              | 4            | in samenwerking met Ted van Lieshout       |
| Kerstmis met Boer Boris                               | 2018                 | 14-12-2022            | 33              | 2            | in samenwerking met Ted van Lieshout       |
| Boer Boris en de bietjes                              | 2023                 | 29-03-2023            | 24              | 5            | in samenwerking met Ted van Lieshout       |
| Boer Boris en de sneeuwpop                            | 2023                 | 25-10-2023            | 42              | 1            | in samenwerking met Ted van Lieshout       |
| Boer Boris en de dino                                 | 2024                 | 19-06-2024            | 27              | 11           | in samenwerking met Ted van Lieshout       |
| Boer Boris, dans met mij!                             | 2025                 | 16-04-2025            | 30              | 3            | in samenwerking met Ted van Lieshout       |